# Mur du Pôle Sud

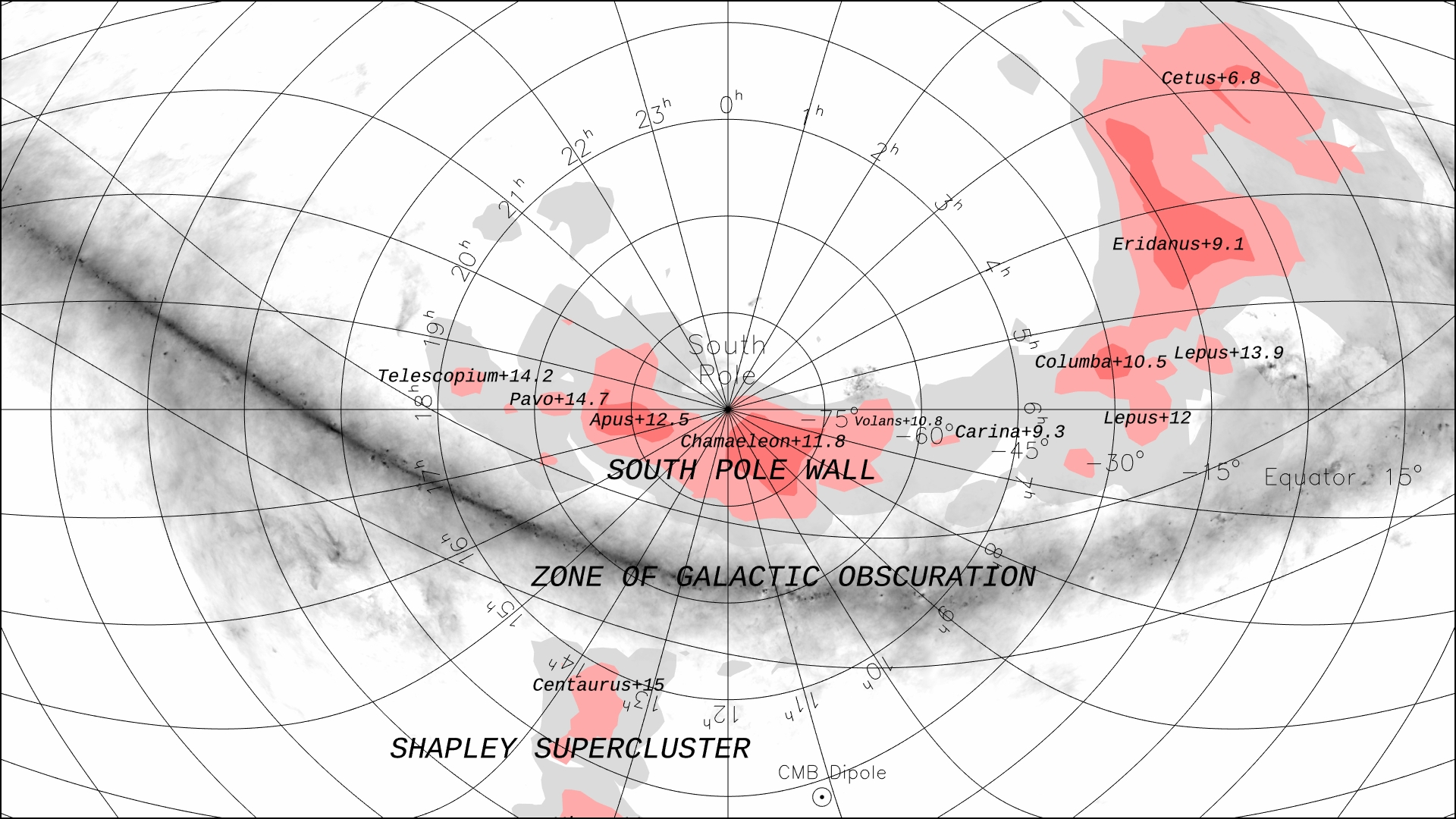
Une projection du mur du Pôle Sud en coordonnées célestes.

Le mur du Pôle Sud (MPS ; en anglais South Pole Wall, SPW) est une structure cosmique massive formée par un mur géant de galaxies (un filament de galaxies) qui s'étend sur au moins 1,37 milliard d'années-lumière dans l'espace, et qui est situé à environ un demi-milliard d'années-lumière,,,,,.

## Emplacement
La structure coïncide avec le pôle sud céleste et elle est, selon l'équipe internationale d'astronomes qui l'a découverte, « la plus grande structure contiguë dans le volume local et comparable au Grand Mur de Sloan à la moitié de sa distance. »
Sa découverte a été annoncée par Daniel Pomarède, de l'Université Paris-Saclay, R. Brent Tully et ses collègues de l'Université d'Hawaï en juillet 2020. Pomarède a expliqué : « On pourrait se demander comment une structure aussi grande et pas si éloignée est restée inaperçue. Cela est dû à son emplacement dans une région du ciel qui n'a pas été complètement étudiée, et où les observations directes sont entravées par des zones de poussière et de nuages galactiques en avant-plan. Nous l'avons trouvée grâce à son influence gravitationnelle, imprimée dans les vitesses d'un échantillon de galaxies. »

## Taille
Le mur mesure plus de 1,37 milliard d'années-lumière de longueur et il est situé à environ un demi-milliard d'années-lumière de la Terre,. La structure massive se prolonge au-delà de la Voie lactée, dans la Zone d'évitement (ou la Zone d'Obscuration Galactique),, à partir de la constellation de Persée dans l'hémisphère nord jusqu'à la constellation Apus à l'extrême sud.
Il est si grand qu'il affecte grandement l'expansion de l'univers localement.
Selon l'astronome Tully, « Nous nous demandons si le Mur du pôle Sud est beaucoup plus grand que ce que nous voyons. Ce que nous avons cartographié s'étend sur tout le domaine de la région que nous avons étudiée. Nous sommes les premiers explorateurs du cosmos, étendant nos cartes dans un territoire inconnu. » De plus, selon l'équipe internationale d'astronomes qui a découvert le mur du pôle Sud, « Nous ne serons pas certains de son étendue, ni de son caractère inhabituel, tant que nous ne cartographierons pas l'univers à une échelle beaucoup plus grande. »